# Лепхалала
Лепхалала (Лепелала, Грейт-Палала, англ. Lephalala River, Palala River) — река в ЮАР, правый приток реки Лимпопо (бассейн Индийского океана).
Берёт начало в горах Ватерберге, в местном муниципалитете Мокгопонг-Модимолле района Ватерберх провинции Лимпопо, западнее города Мокопане (Потгитерсрюст). Течёт на север по территории местного муниципалитета Лепхалале. Впадает в Лимпопо на границе с Ботсваной.